# Karla Cheatham-Mosley
Karla Cheatham Mosley (Nueva York, 27 de agosto de 1981) es una actriz estadounidense nominada al Emmy por el espectáculo infantil Hi-5. Protagonizó numerosas obras de teatro y tuvo papeles menores en varias series de televisión y películas. Apareció regularmente como Christina Moore Boudreau en la telenovela Guiding Light.

## Primeros años
Karla Chatham Mosley nació y creció en Westchester, Nueva York. Se graduó de la Universidad de Nueva York Tische Col of the Artes, con honores, y se fue a estudiar en Francia en el Roy Hart Vocal Instituta.
A temprana edad, Mosley realizó en Jugar Beatos, un grupo de rock para niños, donde cantó éxitos como "Rocín 'Robin".

## Hi-5
En el 2003, cuando aun estudiaba en la universidad, Mosley se une a la contraparte estadounidense del espectáculo australiano infantil de televisión Hi-5, donde se convierte en el miembro más joven del grupo. Su segmento se llama Body Move, donde se lleva a los espectadores en el estiramiento, ejercicio y los bailes. Generalmente es el miembro de transición del grupo, interpretando sus parodias entre los actos de otros miembros del elenco. También hace la voz de Chatterbox en el programa. Es la contrafigura estadounidense de Lauren Brant, ex de Charli Robinson.
En el año 2006 Mosley abandona el elenco de Hi-5 para perseguir otros intereses.

## Guiding Light
Mosley hizo el papel de Christina Moore Boudreau en la ya finalizada telenovela Guiding Light. Cristina es una estudiante de medicina que se casó con Remy Boudreau (interpretado por Lorenzo de Saint-Victor).

## Otros trabajos
Mosley también aparece en muchos sitios locales de Nueva York (incluyendo durante un tiempo como el artista intérprete destacada de la Gray Line Show Business Insider Tour), a veces como cantante, a veces actriz.
En 2007 participa en la producción musical Dreamgirls en el Teatro TUTS en Houston, TX, y apareció en la producción infantil Max y Ruby en 2007-2008. Además, consiguió un papel en la película de los hermanos Coen Burn After Reading, que se estrenó en septiembre de 2008. También formó parte del reparto de la película Red Hook.
En 2008, protagonizó junto a Lenelle Moise en Expatriate, un espectáculo áspero off-Broadway en el Proyecto de Cultura. Su actuación recibió críticas entusiastas del New York Times, Time Out New York y Variety, que escribió: «La voz de Mosley es un descubrimiento grave, con un fraseo notable y amplia. En una serie llamada The Makings, acerca de cómo la vida Alphine ha dado sus creaciones de una leyenda del jazz, sus notas altas puras descienden a gruñir como un relámpago, y hay que creerla cuando canta: "Todo lo que gime / golpea los oídos como la miel."» En 2008 también consiguió papeles en Law & Order y Gossip Girl, y apareció en Museum Pieces en el Teatro West End de Nueva York.

## Actividad
Karla Mosley se ocupa en el consejo de Covenant House, la mayor agencia de financiación privada en las Américas proporcionar refugio y otros servicios para jóvenes sin hogar y que han abandonado su hogar. Es embajadora de la celebridad de la National Eating Disorders Association, y se mantiene activa en otras organizaciones de caridad.
Después del huracán Katrina, Mosley organizó un concierto benéfico por Hi-5 para recaudar fondos para las víctimas del huracán Katrina. Coprodujo un concierto benéfico en Broadway durante la campaña presidencial de Obama de 2008, durante el que también actuó. Asimismo actuó en Broadway para el concierto de una Nueva América por la igualdad de matrimonio y en el Western Queens for Marriage Equality's rally for equality.